# Кудзикири

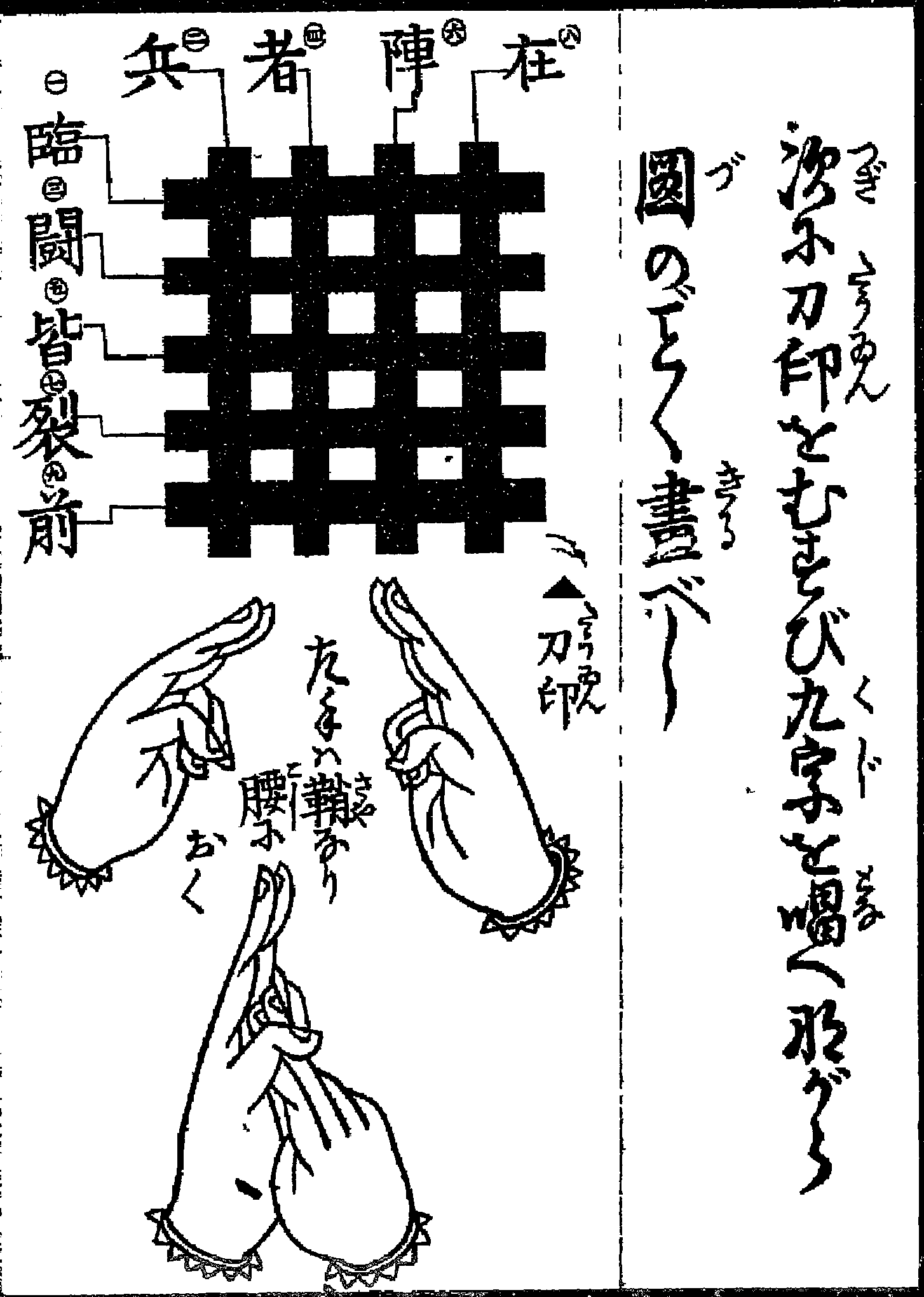
Техника кудзи-кири

Кудзи-кири (яп. 九字切り, «девять символических сечений») — практика использования жестов рук в учениях Сюгэндо и Сингон Миккё. Она также присутствует в некоторых старых и традиционных школах-Рю японских боевых искусств, включая ниндзюцу.

## Описание
Техника кудзи-кири, что переводится как «Девять знаков-сечений» — это особая техника положения рук, используемая в японских боевых искусствах, ритуальных процессах и медитации. Некоторые люди называют их «тайные жесты Ниндзя», однако это заблуждение. Эта техника также используется в эзотерических религиозных практиках Сюгэндо, Сингон Миккё и среди современных целителей в целом.
Считается, что техника кудзи-кири происходит из даосизма и индуизма и привезена в Японию буддийскими монахами, поэтому ритуал кудзи-кири часто неправильно воспринимается как способ для наведения проклятия.

## Девять Сечений
- (臨) Рин — сила
- (兵) Кэ — энергия
- (闘) То — гармония
- (者) Ся — исцеление
- (皆) Кай — интуиция
- (陣) Дзин — осознание
- (列) Рэцу — величина
- (在) Дзай — созидание
- (前) Дзэн — абсолютность

## Религиозный символизм и значение
Техника кудзи-ин была создана на основе жестов обеих рук. Левая рука, Тайдзокай, представляет восприимчивую валентность, а правая рука, Конгокай, передает эмиттер валентности. Кудзи-кири осуществляется правой рукой, чтобы подчеркнуть разрез незнание Майи (иллюзия, которая скрывает истинную природу мира) через Меч Мудрости. Таким образом, в соответствии с системой верований Сингон Миккё, можно было бы прийти к созданию отверстия в повседневный мир, что позволило бы достичь различных состояний сознания. Произошедший от даосского дуализма,  как Инь и Ян.